# Rojen

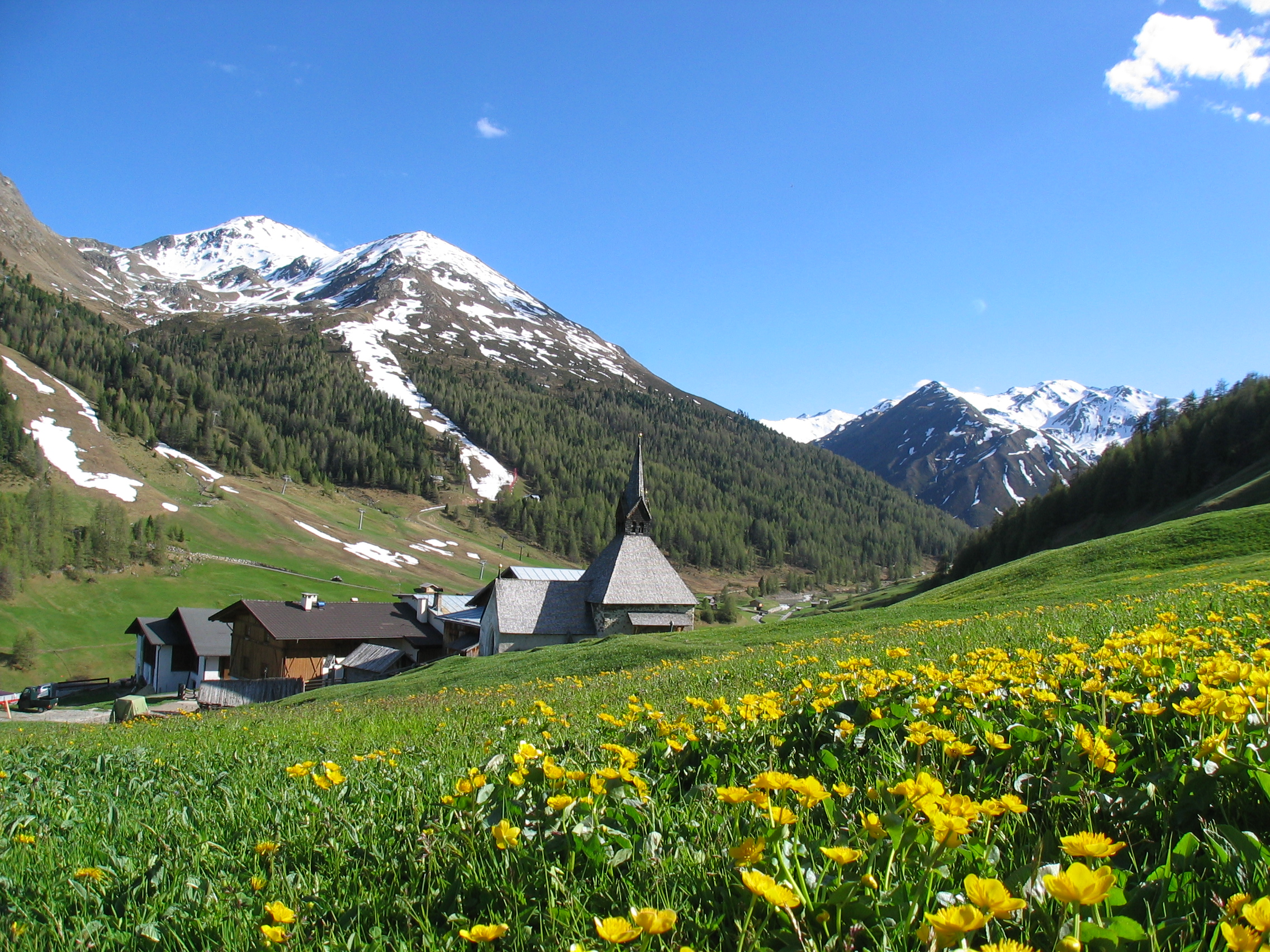
St. Nikolaus in Rojen

Rojen ist ein Weiler der Südtiroler Gemeinde Graun im Vinschgau und befindet sich im gleichnamigen Tal.

## Geographie
Das Rojental ist ein Seitental des Vinschgaus, zweigt am Reschensee vom Etschtal ab und führt in die Sesvennagruppe hinein. Rojen liegt auf rund 1970 m und ist somit einer der höchstgelegenen ganzjährig bewohnten Weiler der Alpen. Im Rojental sind viele Bergwiesen zu finden, die im August von den Bauern aus Reschen bewirtschaftet werden.

## Geschichte
Der Ortsname ist erstmals 1296 im latinisierten Personennamen Volrico de Rayone(s) verschriftlicht, ein Hans v. Raye taucht 1338 auf.

## Kulturelle Sehenswürdigkeiten

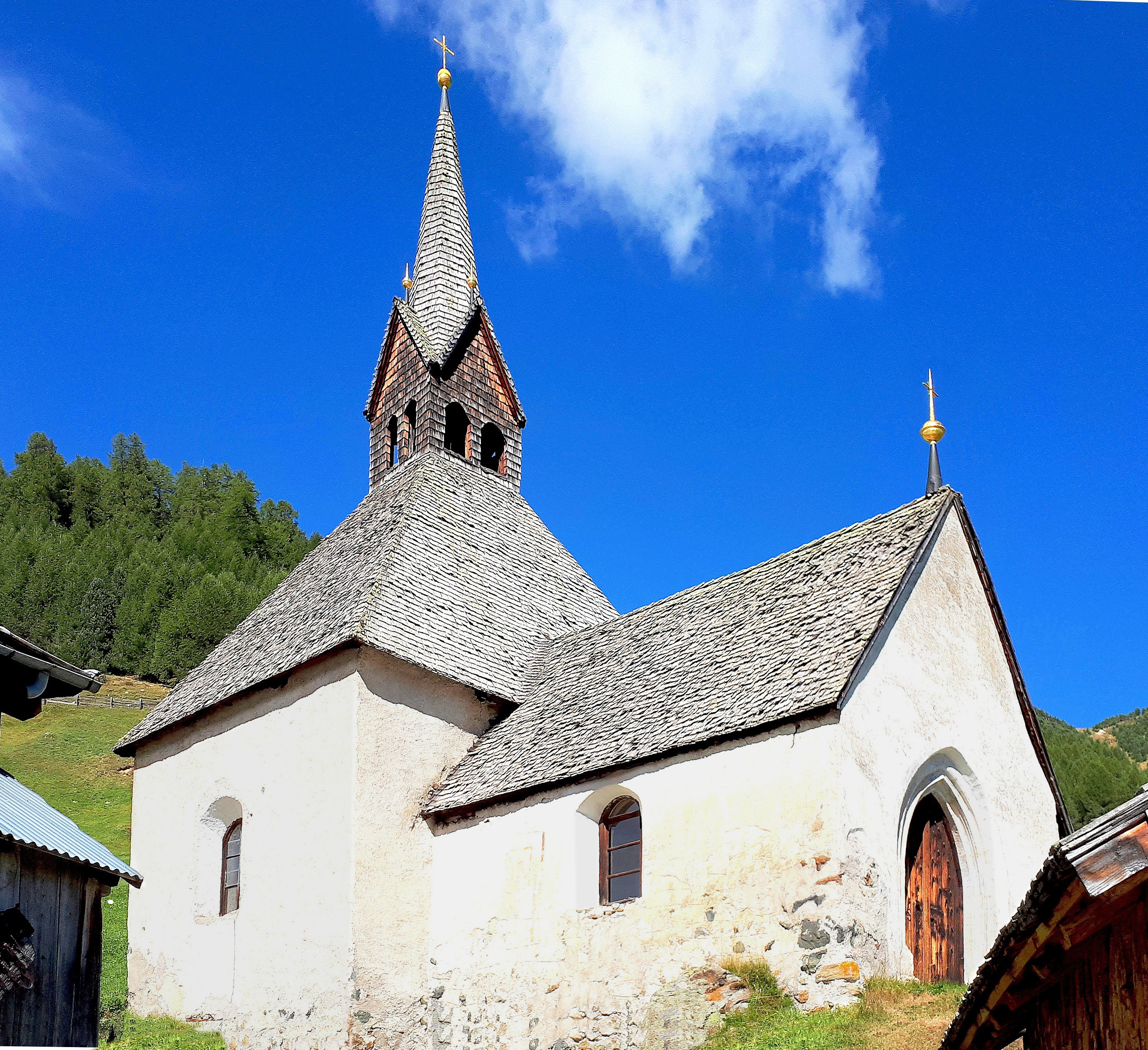
Nikolauskapelle
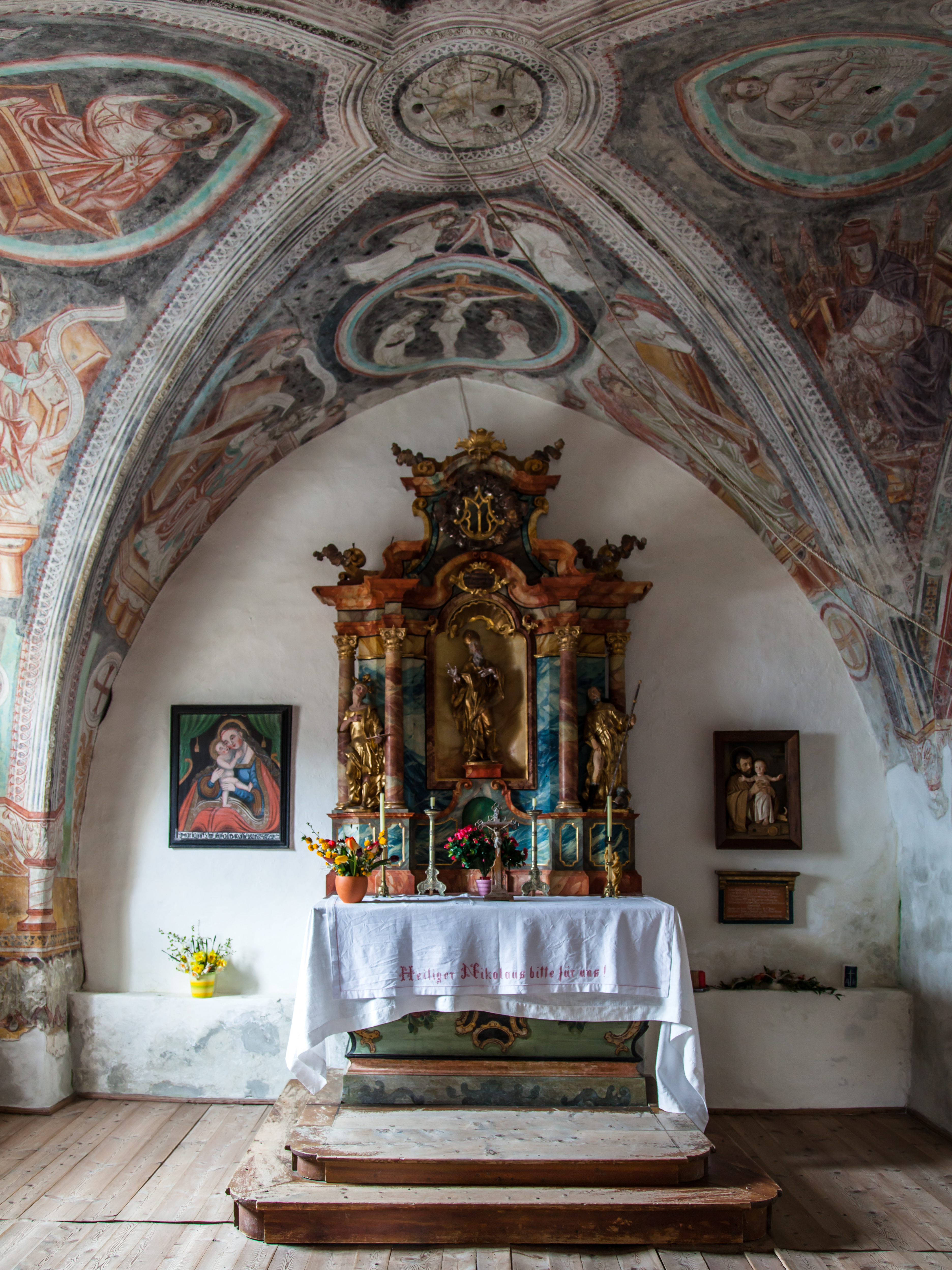
Fresken

Die Nikolauskapelle gilt als „kostbarstes Juwel dieses abgelegenen Tales“ und ist „als ehrwürdiges Kunstwerk einzigartig“. So beschrieb Josef Rampold die gotische Kirche in Rojen (Erbauungszeit des Langhauses im 13. oder 14. Jahrhundert, der Chor um 1400) insbesondere wegen des 1967 vollständig aufgedeckten und restaurierten Freskenschmucks. Der gesamte Chor ist ausgemalt; zudem findet man im Langhaus unter einer Verputzschicht mit gotischem Fresko eine ältere Schicht mit ausgestrichenen Mörtelfiguren.
Die Wandmalereien im Chor, nach Josef Weingartner aus dem frühen 15. Jahrhundert, Meraner Schule, zeigen Christi Geburt, Christus als Kind, als Gekreuzigten, Auferstandenen und Richter in der Mandorla, flankiert von Evangelistensymbolen (menschliche Gestalten mit Tierköpfen) und den Kirchenvätern Gregor, Hieronymus, Ambrosius und Augustinus; Erscheinung Gottvaters vor Christus am Ölberg; Nikolaus und die drei Jungfrauen, in deren Gemach er drei Goldkugeln wirft; die Heiligen Georg, Jakob, Oswald und Katharina; Marter des hl. Sebastian (fragmentiert) u. v. a.
Aus dem spätbarocken Altar (1761, Baltasar Horer) wurden die Skulpturen der Heiligen Nikolaus, Sebastian und Rochus 1976 gestohlen (1981 durch Kopien von Peter Pircher ersetzt).
Die Kirchenglocke stammt aus dem Jahr 1470.

## Sport
Rojen bietet einen direkten Zugang zum Skigebiet Schöneben und dient als Ausgangspunkt für zahlreiche Wander- und Skitouren.